# Pierre Salvan
Pierre Salvan est un artiste peintre français né à Avignon en 1950. Il habite successivement Nancy, Nice, Grenoble et Avignon, où il vit et travaille depuis 2011.

## Biographie
Après des études à l’école des Beaux Arts d’Avignon puis de Nancy de 1969 à 1974, Pierre Salvan aborde conjointement un travail se positionnant entre la création graphique et la peinture.
En 1998, une résidence artistique en Tunisie contribue au développement de son parcours pictural. Cette période marque le début d’une recherche non figurative dont l’approche minimaliste est basée sur le trait.
Après un voyage au Vietnam en 2008, suivra une série inspirée par les paysages du fleuve Mékong dont il suggère la fluidité de l’environnement et l’esthétique très sobre des pirogues. Ses dessins et peintures, en résonance aux « haïku », introduisent le lecteur dans un univers suspendu, où toute gravité s’allège. En 2009, Pierre Salvan accompagne par trois dessins originaux les textes d’Eric Martin lors d’une édition d’un livre d’artiste Et souffle le temps. Un des douze exemplaires, numéroté et signé, est acquis par la Bibliothèque d’Etude et du Patrimoine de la ville de Grenoble. Son attrait pour la gravure se matérialise en 2017 avec la réalisation d’un recueil d’eaux-fortes intitulé Des cailloux dans la tête en collaboration avec l’artiste Marie-Christine Béguet.
Aujourd’hui encore, de son parcours graphique, il poursuit la recherche du trait simple, et invite à voir et à vivre le jeu de la transparence, du vide et du plein.

## Expositions
En 2005, Pierre Salvan participe au Parcours de l'Art à Avignon, durant lequel il expose ses travaux au Cloître Saint Louis. À la suite de cette exposition, en 2006, Fernand Callebert l’invite à exposer ses peintures dans sa galerie Artonivo à Bruges en Belgique. Toujours en 2006, Pierre Salvan présente de grandes encres à Draguignan, lors de « L’été contemporain », exposition organisée par Fabrice d’Agosto Bacquart,.
En 2012, la Chapelle Saint Vérédème accueille le travail de l’artiste qui entreprend la même année une exposition au Mac Arteum de Châteauneuf le Rouge.
En 2015, il participe aux expositions estivales du Centre d’Art Contemporain de Briançon. Au cours de cette période, Pierre Salvan s’exporte dans d’autres lieux d’art tels que le Clos des arts, la Chapelle des pénitents ou encore l’Atelier 11,,,.
Depuis 2015, ses travaux sont présentés dans la galerie Vorspann en Autriche.